# Flughafen Anapa

i8
i11
i13
Der Flughafen Anapa (russisch Аэропорт Анапа, IATA-Code: AAQ, ICAO-Code: URKA), auch bekannt als Flughafen Witjasewo (russisch Аэропорт Витязево) ist der Flughafen für den Bade- und Kurort Anapa in Russland.
Er wird vor allem von den russischen Fluggesellschaften Aeroflot, S7 Airlines, UTair, Rossija, Transaero angeflogen. Es werden nur innerrussische Ziele bedient und ca. 550.000 Passagiere jährlich abgefertigt. 
Im Flughafen befinden sich einige Bars, Cafés und Restaurants und Geschäfte. Es gibt ein Hotel am Flughafen.